# David Okereke
David Chidozie Okereke (ur. 29 sierpnia 1997 w Lagos) – nigeryjski piłkarz występujący na pozycji napastnika we włoskim klubie Venezia. Wychowanek Football College Abuja, w trakcie swojej kariery grał także w takich zespołach, jak Spezia, Cosenza oraz Club Brugge. Młodzieżowy reprezentant Nigerii.

## Sukcesy
Club Brugge
- Eerste klasse A: 2019/2020[1], 2020/2021[2]
- Superpuchar Belgii: 2021[3]